# 维尔库尔
维尔库尔（法語：Virecourt，法語發音：[viʁkuʁ]）是法国默尔特-摩泽尔省的一个市镇，属于吕内维尔区。

## 地理
维尔库尔（48°27'44"N, 6°19'11"E）面积5.06 平方千米，位于法国大東部大區默尔特-摩泽尔省，该省份为法国东北部内陆省份，是洛林的一部分，北邻比利时、卢森堡，北起顺时针与摩泽尔省、下莱茵省、孚日省和默兹省接壤。
与维尔库尔接壤的市镇（或旧市镇、城区）包括：班维尔欧米鲁瓦尔、巴永、弗罗维尔、芒贡维尔、罗维尔德旺巴永、维拉库尔。

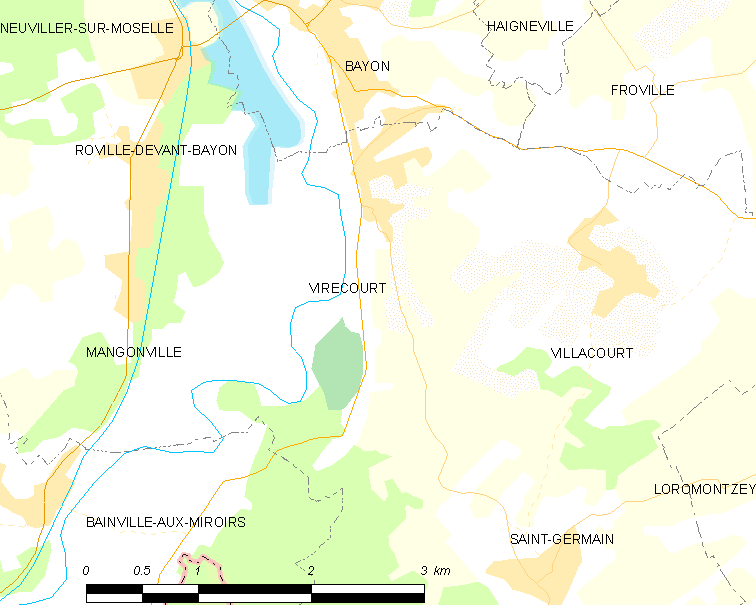
维尔库尔的OSM定位图

维尔库尔的时区为UTC+01:00、UTC+02:00（夏令时）。

## 行政
维尔库尔的邮政编码为54290，INSEE市镇编码为54585。

## 政治
维尔库尔所属的省级选区为吕内维尔第二县。

## 人口

1962-2008年间维尔库尔人口变化图示

维尔库尔于2022年1月1日时的人口数量为499人。